# Sarah Belal

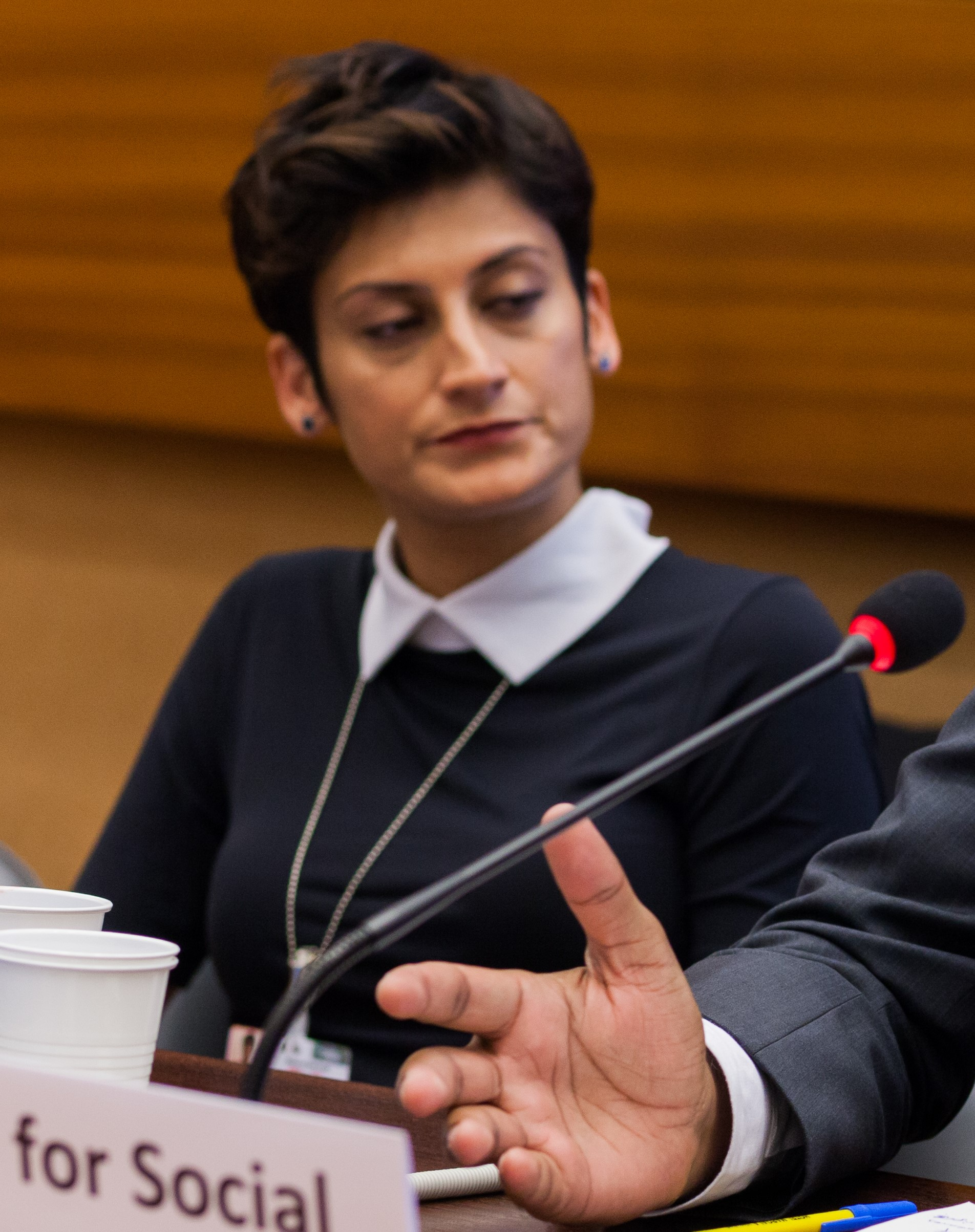
Sarah Belal

Sarah Belal ist eine pakistanische Menschenrechtlerin.

## Leben
Belal wurde als Tochter pakistanischer Eltern geboren und verbrachte einen wesentlichen Teil ihrer Ausbildung im Ausland. Sie studierte Geschichte am Smith College in den Vereinigten Staaten und schloss dieses Studium im Jahr 2001 ab. Ein Jurastudium erfolgte anschließend an der Universität Oxford, wo sie 2006 ihren Abschluss machte. Zwei Jahre später erhielt sie ihre Zulassung als Rechtsanwältin in Pakistan. Sarah Belal lebt und arbeitet in Lahore.

## Wirken
Belal ist Gründerin und geschäftsführende Leiterin von Justice Project Pakistan (JPP), einer gemeinnützigen Organisation, die sich der Verteidigung der verletzlichsten Gefangenen im pakistanischen Justizsystem widmet. Belal wurde durch ihren Besuch in einem pakistanischen Gefängnis im Jahr 2009 zur Gründung von JPP inspiriert, nachdem sie einen Brief eines verzweifelten Bruders gelesen hatte, dessen Geschwister zum Tode verurteilt wurde. Unter ihrer Führung erzielte JPP bedeutende Erfolge, darunter die Sicherung der Freilassung von über 40 pakistanischen Gefangenen aus Bagram in Afghanistan im Jahr 2014 sowie mehrere Aufschübe von Hinrichtungen für Todeszelleninsassen in Pakistan. Im Jahr 2021 spielte sie eine Rolle bei einem wegweisenden Urteil des Obersten Gerichtshofs von Pakistan, das die Hinrichtung geistig schwer kranker Gefangener verbot. Sarah Belal kritisiert, dass die Anzahl der Hinrichtungen in Pakistan hoch bleibt, obwohl viele der zum Tode Verurteilten keine tatsächlichen Terroristen sind, was die Effektivität der Todesstrafe in Frage stellt. Belal und ihr Team setzen sich nicht für die Abschaffung der Todesstrafe an sich ein, sondern für Reformen des Strafjustizsystems.

## Auszeichnungen
Für ihren Einsatz wurde Sarah Belal mehrfach ausgezeichnet, unter anderem mit dem Nationalen Menschenrechtspreis des Präsidenten von Pakistan, dem Deutsch-Französischen Preis für Menschenrechte und Rechtsstaatlichkeit und dem Echoing Green Global Fellowship.